# باب مولد
رابرت آرتور «باب» مولد (به انگلیسی: Bob Mould) موسیقیدان، آمریکایی است. در تاریخ ۱۶ اکتبر ۱۹۶۰ در کشور آمریکا زاده شد. مولد گیتاریست، خواننده و ترانه‌سرا بوده‌است. وی در دههٔ هشتاد میلادی با گروه‌هایی مانند آلترنتیو راک و «Hüsker Dü» و در دههٔ نود میلادی با شکر (یک گروه آمریکایی) همکاری داشته‌است.

## زندگی شخصی
اگر چه قبلاً راز گرایش جنسی مولد کمی آشکار شده بود اما در اوایل دههٔ نود میلادی وی در مصاحبه با مجلهٔ موسیقی «spin» آشکارا گفت که یک همجنسگراست. وی در فیلمی به نام «ملت خرس» هم در نقش یک همجنسگرا ظاهر شد.